# Vicksburg
Vicksburg är en stad (city) i Warren County i delstaten Mississippi i USA. Staden hade 21 573 invånare, på en yta av 90,89 km² (2020). Vicksburg är administrativ huvudort (county seat) i Warren County. Vid staden stod slaget vid Vicksburg under amerikanska inbördeskriget.